# Mottalciata
Mottalciata ist eine Gemeinde mit 1299 Einwohnern (Stand 31. Dezember 2023) in der italienischen Provinz Biella (BI), Region Piemont.
Die Nachbargemeinden sind Benna, Buronzo, Castelletto Cervo, Cossato, Gifflenga, Lessona, Massazza und Villanova Biellese.

## Geographie
Das Gemeindegebiet umfasst eine Fläche von 18 km².

## Kulinarische Spezialitäten
In der Umgebung von Mottalciata wird Weinbau betrieben. Das Rebmaterial findet Eingang in den DOC-Wein Coste della Sesia.